# Ouragan (chanson)
Pour les articles homonymes, voir Ouragan (homonymie).
Singles de Stéphanie de Monaco
Flash
Clip vidéo
[vidéo] « Stéphanie de Monaco - Ouragan », sur YouTube
[vidéo] « Stéphanie de Monaco - Irresistible (version anglaise) », sur YouTube
Pistes de Besoin
Young Ones Everywhere Fleurs du mal
Ouragan est une chanson de Stéphanie de Monaco, single extrait de son album Besoin de 1986 , un des grands succès de sa carrière et de la chanson française des années 1980.

## Historique
Cette chanson d'amour est écrite par Marie Léonor sur le thème d'un « coup de foudre amoureux ». « Comme un ouragan, qui passait sur moi, l'amour a tout emporté... ». Elle est composée par le compositeur italien Romano Musumarra, qui avait déjà écrit plusieurs tubes pour Jeanne Mas, et, plus tard, pour Elsa, Céline Dion, Garou ou encore Sylvie Vartan. 

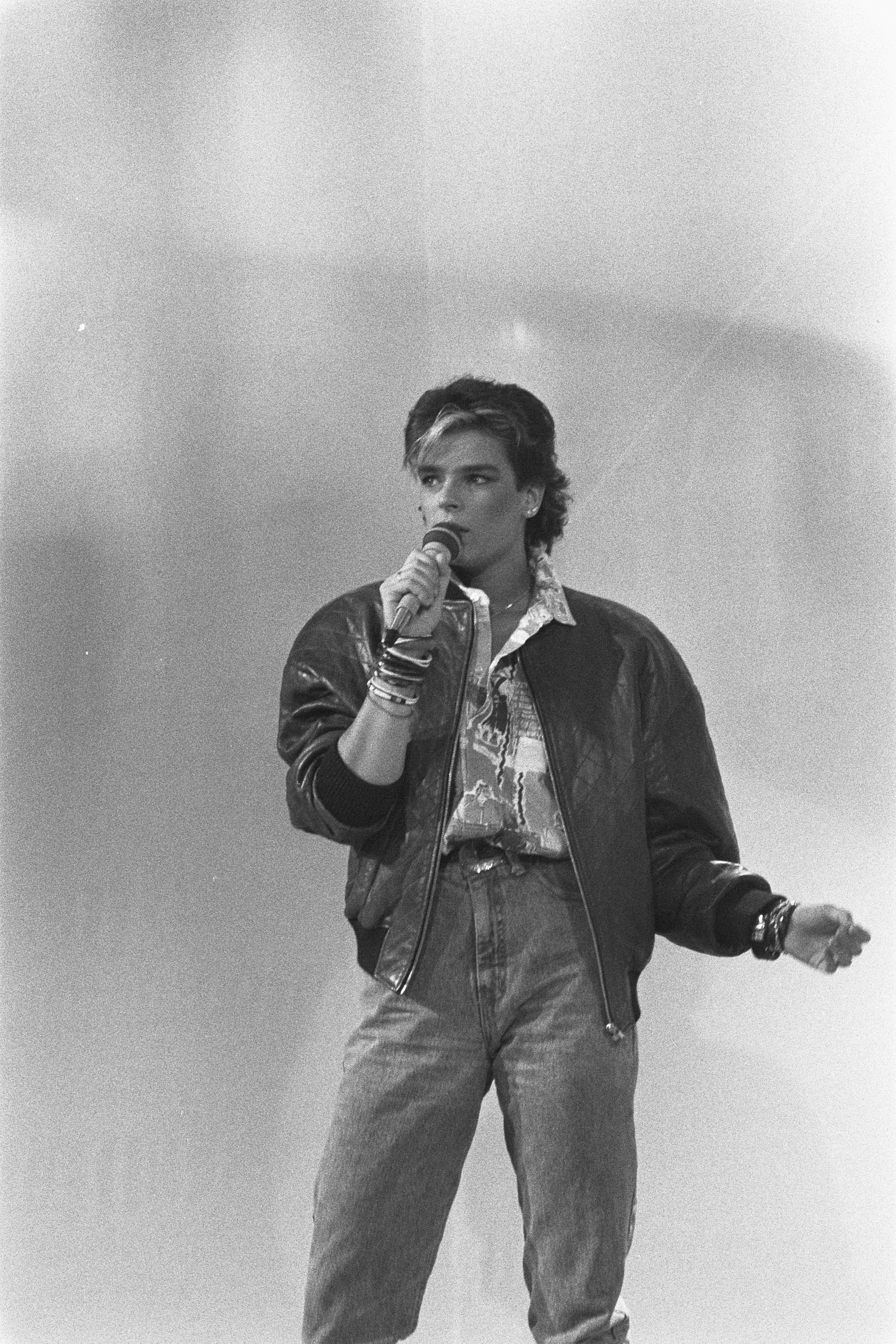

Jeanne Mas ayant refusé cette mélodie, le compositeur la propose à Marie Léonor qui cherchait une musique pour son prochain album. Celle-ci écrit le texte dédié à Robert Palmer. La maquette de Marie Léonor est écoutée par la maison de disque Carrère, qui ne donne pas suite, mais la propose d'abord à Sheila qui la refuse parce qu'elle est alors brouillée avec son producteur emblématique Claude Carrère et cherche à développer un répertoire moins populaire, notamment avec les chansons que lui compose à la même époque l'auteur-compositeur Yves Martin. Puis, la chanson est présentée à Jean-François Michaël (Yves Roze de son vrai nom), qui a connu le succès en tant que chanteur avec Adieu jolie Candy en 1969. Celui-ci sait que la princesse monégasque Stéphanie, alors âgée de 20 ans,  souhaite se lancer dans la chanson et la lui fait écouter. Elle l'accepte en gardant le texte de Marie Léonor et il produit le disque. La princesse étant mineure aux yeux de la loi monégasque, la production de l'album se fait dans le plus grand secret pour éviter un éventuel véto de la famille Rainier et Ouragan ne sort qu'une fois son 21e anniversaire advenu.
Ce premier single de Stéphanie de Monaco est un des succès fulgurants de la chanson française des années 1980, tube de l'été, n°1 du Top 50 et n°2 European Hot 100 Singles, vendu à près de 2 millions d'exemplaires. 

## Clip
Il n'y a pas eu de clip pendant plusieurs semaines, mais seulement le tournage filmé lors de l'enregistrement studio, car le succès de la chanson n'avait pas été anticipé. Le clip est finalement réalisé et tourné dans divers lieux (plage, fête foraine...) à la poursuite d'un mystérieux inconnu portant un chapeau. La version clip de la chanson est interprétée avec des couplets qui alternent les deux versions française et l'anglaise figurant sur le vinyle.
Quelques scènes du clip sont tournées entre autres aux Espaces d'Abraxas et Arènes de Picasso de Noisy-le-Grand, et au palace Touessrok de l'île Maurice.

## Certifications et records
En France, le SNEP a certifié la chanson disque de platine pour plus d'un million de singles vendus. Il s'agit du tout premier titre à rester en tête des ventes du Top 50 pendant au moins dix semaines (records du Top Singles & Titres). C'est la 2e meilleure vente de l'année 1986, derrière Les Démons de minuit du groupe Images.
La version anglaise se classera notamment no 2 en Allemagne de l'Ouest et no 5 en Autriche.
En additionnant la version française et la version anglaise, le single s'écoulera au total à deux millions d'exemplaires.

## Supports
Vinyl 7" single
- Face A : Ouragan 3:40
- Face B : Irresistible 3:45

Le titre est édité sur les différents albums de Stéphanie, dont Besoin (1986, 6e au Top album, certifié disque d'or), Stéphanie (1993), L'album D'or De Stéphanie (1992), Ouragan (1999, best-of), et Rendez-Vous (2001, en piste 12). La chanson figure également sur de nombreuses compilations des années 1980, dont The Best Of The Best - Hits de la France (1998), Les Années tubes spécial 80 (22 février 1999), Absolument 80 : Tubes français Vol. 1 (22 octobre 2002) ou encore Top 50 Vol. 2.
La version anglaise Irresistible est également éditée sur le 45 tours et sur les albums de Stéphanie, pour le public anglophone.

## Classements
- Allemagne : Meilleur classement hebdomadaire : 2.
- France[11] : classé du 5 avril 1986 au 18 octobre 1986, soit pendant 29 semaines dans le Top 50. Meilleur classement hebdomadaire : 1 (x 10).

| Semaine    | 1   | 2  | 3  | 4   | 5   | 6   | 7   | 8   | 9   | 10  | 11  | 12  | 13  | 14 | 15 | 16 | 17 | 18 | 19 | 20 | 21 | 22  | 23  | 24  | 25  | 26  | 27  | 28  | 29  |
| ---------- | --- | -- | -- | --- | --- | --- | --- | --- | --- | --- | --- | --- | --- | -- | -- | -- | -- | -- | -- | -- | -- | --- | --- | --- | --- | --- | --- | --- | --- |
| Classement | 17e | 8e | 2e | 1re | 1re | 1re | 1re | 1re | 1re | 1re | 1re | 1re | 1re | 2e | 2e | 2e | 3e | 4e | 4e | 6e | 9e | 12e | 12e | 16e | 26e | 31e | 34e | 39e | 48e |

- Suisse[12] : classé le 30 mars 1986, puis le 20 avril 1986, puis du 4 mai 1986 au 6 juillet 1986, soit pendant 12 semaines. Meilleur classement hebdomadaire : 11.

| Semaine    | 1   | 2   | 3   | 4   | 5   | 6   | 7   | 8   | 9   | 10  | 11  | 12  |
| ---------- | --- | --- | --- | --- | --- | --- | --- | --- | --- | --- | --- | --- |
| Classement | 26e | 28e | 19e | 30e | 21e | 15e | 11e | 15e | 13e | 21e | 19e | 23e |

## Reprises et adaptations
- 1986 : Akemi Ishii (石井明美) en japonais, sous le titre 爱は岚.
- 1996 : Sophie Favier, album compilation Les plus belles chansons françaises (par divers artistes).
- 1998 : La Fièvre des années 80, spectacle de Roger Louret.
- 2002 : Les Enfoirés, spectacle Tous dans le même bateau, interprétée par Alizée et Marc Lavoine.
- 2006 : Oldelaf et Monsieur D, album L'album de la maturité.
- 2008 : Leslie avec le rappeur Pitbull, version R'n'b, album Futur 80 où elle revisite des tubes français des années 1980 (l'album ne sortira finalement pas dans le commerce).
- 2011 : Michel Fau, dans son spectacle Récital emphatique (au travers de son personnage de diva).
- 2012 : Sabrina, version dance sur scène lors de la tournée RFM Party 80.
- 2014 : Maude (en), sur la compilation Les Enfants du Top 50.
- 2021 : Mathieu Rosaz, sur l'album Ex-Fan des 80's (Volume 2)[13].

## Au cinéma
- 1988 : 36 Fillette, de Catherine Breillat.
- 2008 : Fool Moon, de Jérôme Lhotsky.
- 2011 : Les Tuche, d'Olivier Baroux, interprétée en duo karaoké par le couple Jeff Tuche (Jean-Paul Rouve) et Cathy Tuche (Isabelle Nanty), grands fans de Stéphanie de Monaco[14].